# Choice AG
Die Choice AG ist ein Dienstleister für Mobilitätslösungen, insbesondere in der Autovermietung. Der Unternehmenssitz ist in Nürnberg, mit einer Außenstelle in Berlin.

## Geschichte
Die Choice AG hat sich seit ihrer Gründung im Jahr 2002 von einer Fahrzeugeinkaufsgesellschaft für Autovermietungen zu einem Dienstleister für die Branche entwickelt. Derzeit beziehen mehr als 400 Autovermieter und Autohändler Einkaufskonditionen für Mietwagen, Webshops, Logistik und weitere Dienstleistungen von Choice.
Von Juni 2010 bis Dezember 2017 betrieb die Choice AG das In-house Vermietsystem der Händler von Mazda Motors Deutschland GmbH unter der Marke Mazda Mobil. Seit Anfang 2015 betreut die Choice AG außerdem die Mobilitätsmarke Schwedenflotte im Auftrag von Volvo Car Germany für die deutschen Händler des schwedischen Importeurs. Für den Automobilhersteller Jaguar Land Rover organisiert das Unternehmen seit Anfang 2017 das Mobilitätsangebot Jaguar & Land Rover Rent in Deutschland und seit 2022 zudem in Österreich, Spanien, Belgien, Luxemburg, den Niederlanden und Tschechien.
Bis 2018 firmierte das Unternehmen als CCUnirent System GmbH. Die Umfirmierung von CCUnirent zu Choice erfolgte am 13. März 2018 und sollte die Marktpositionierung als Full-Service-Anbieter von Mobilitätslösungen im Namen Dritter unterstreichen.

## Choice Group
Zum Unternehmensverbund von Choice zählen die Tochtergesellschaften Nuts One GmbH, insertEFFECT GmbH, VISI/ONE GmbH und Fuhrwerk Plus GmbH.

## Kunden
Kunden von Choice sind Automobilhersteller, Fahrzeugimporteure, Autohandelsgruppen, Autovermietungen, Banken, Industrieunternehmen, Versicherungen sowie Flottenbetreiber.

## Produkte und Dienstleistungen
Zu den aktuellen Produkten und Projekten der Choice-Gruppe gehören unter anderem:
- Mobilitätsangebot Jaguar Land Rover Rent im Handelsnetzwerk von Jaguar Land Rover in sechs europäischen Ländern
- Mit dem Jaguar I-PACE durch St. Peter-Ording (Probefahrt-Aktion) im Auftrag von Jaguar Land Rover Deutschland
- Share Land Rover, eine Carsharing-Kooperation zwischen Choice Spain & Portugal und Jaguar Land Rover Spanien
- Mobilitätsangebot „Schwedenflotte“ im Handelsnetzwerk und im Auftrag von Volvo Car Germany
- Volvo Schwedenflotte auf Sylt (Probefahrt-Aktion) im Auftrag der Volvo Car Germany
- Betreuung von mehreren hundert Autovermietungen und Autohäusern im Bereich Fahrzeugvermietung

Die Dienstleistungen, aus denen Kunden auswählen können, umfasst unter anderem:
- Beratung
- Geschäftsmodellentwicklung
- Fahrzeugeinkauf
- Fahrzeugmanagement
- White Label Mobility Software
- Customer Support & Success Management
- Reporting
- Training
- Accounting
- Operational Services